# Comunicació interactiva
La comunicació interactiva és aquella en què el receptor té la capacitat per a prendre decisions i regular el flux de la informació. La capacitat del receptor per a prendre decisions dependrà en gran manera de l'estructuració de la informació proporcionada pel mitjà. En el context dels mitjans digitals, basats en l'hipertext, la interactivitat aconseguix un desenvolupament molt considerable des de distintes perspectives.
Aquest model de comunicació es desenvolupa bàsicament a la Xarxa. La interactivitat entre emissor i receptor s'aconsegueix a través d'eines com fòrums, xats, correus electrònics, jocs en línia, o plataformes de xarxes socials, entre d'altres.1 Moltes formes de comunicació que abans es consideraven d'una sola via, com els llibres i la televisió, s'han tornat interactives amb l'auge de les computadores, Internet, i els dispositius digitals i mòbils. Aquestes tecnologies col·laboratives en desenvolupament, o nous mitjans, han augmentat ràpidament les oportunitats de comunicació interactiva a través de mitjans, disciplines, cultures, classes socials, ubicacions, etc.

## Interactivitat
La tecnologia en el món globalitzat permet mantenir a tots comunicats i intercanviar coneixements i missatges, per a una millor comunicació, obtenint així resultats més beneficiosos, pel que fa a d'alguna manera potenciar els involucrats, en forma immediata o en el futur. La interactivitat, vista des del punt de vista de la comunicació, suposa la retroalimentació que es produeix en el procés comunicatiu, en el qual l'emissor i el receptor intercanvien informació i es produeixen respostes entre tots dos (o tots) els participants de la comunicació.
La comunicació interactiva és un terme modern que abasta formes de conversa que també es poden trobar durant el llarg procés de l'evolució humana. I per cert, és una característica primària de la present Era Digital. Naturalment, nous experiments en disseny d'interacció evolucionen cada dia.
Les formes de comunicació interactiva inclouen el diàleg bàsic i la comunicació no verbal, els llibres de jocs, la ficció interactiva, la narració de contes, l'hipertext, la televisió, les pel·lícules interactives, la manipulació de fotos i de vídeos, els videojocs, les xarxes socials, els continguts generats pels usuaris, la realitat augmentada, la intel·ligència ambiental, i la realitat virtual.

## Desenvolupament
En les últimes dècades s'ha produït una revolució en l'àmbit de la comunicació, l'arrel de la qual es troba en la transformació del model de desenvolupament de la societat, que ha passat de ser industrial a configurar-se com la "societat de la informació". La revolució tecnològica ha contribuït poderosament a l'eclosió d'un nou model de comunicació, desenvolupat bàsicament en Internet, amb unes característiques diferents de les dels mitjans de comunicació de masses tradicionals. Una d'aquestes característiques és l'important desenvolupament del grau d'interactivitat entre emissor i receptor.

## Modalitats
Interactivitat amb l'emissor
Els mitjans digitals oferixen al públic una sèrie d'instruments interactius creats per a comunicar-se amb els receptors. El que afavorix a la comunicació en xarxa, és que les ferramentes interactives emissor-receptor resulten molt més eficaços i senzilles d'utilitzar que en els mitjans de comunicació convencionals (ex. Cartes al director o telefonades dels espectadors). En els mitjans digitals hi ha ferramentes com els fòrums de debat, llibres de visites, xats... en els quals el públic pot dialogar amb els professionals del mitjà o amb els personatges invitats. A més, la interactivitat a nivell privat també adquirix un major desenvolupament en els mitjans digitals (correu electrònic). Tant en l'espai públic com en el privat, la interactivitat adquirirà un major desenvolupament amb els mitjans més menuts, on la relació emissor-receptor és normalment més intensa.
Interactivitat amb la informació
La comunicació interactiva, ho és no sols en la relació emissor-receptor sinó també amb la mateixa informació. Es definix per tres característiques fonamentals. La primera és la navegació a través d'un enorme ventall d'opcions proporcionades per l'emissor però que permet al receptor àmplia discrecionalitat per a seleccionar què consumix i en quin orde. La segona és que el receptor té la possibilitat d'establir unes preferències clares que li permeten rebre allò que prèviament haja seleccionat. La tercera característica és que l'usuari es convertix en emissor, donades les extraordinàries facilitats que permet la xarxa per a la publicació de continguts. La interactivitat amb la informació no sols es dona en la comunicació en xarxa, però bé és cert que és ací on ha abastat el seu màxim desenvolupament. Exemples de comunicació interactiva orientada a la informació serien les "informacions a la carta" ofertes per les plataformes digitals de televisió, o la proliferació de programes de gestió de continguts que han possibilitat el naixement dels weblogs.
Interactivitat amb altres usuaris
On la interactivitat aconseguix el seu màxim desenvolupament i es diferencia de la comunicació de masses tradicional és en la creació i desenvolupament de diverses ferramentes. Estes permeten establir el diàleg entre els usuaris d'Internet, i contribuïxen a potenciar i perfilar l'àmbit de la comunicació interpersonal. Exemples d'això serien els xats públics i privats, els fòrums de debat, jocs en xarxa, enquestes o programes de transferència d'arxius entre usuaris (P2P).